# Aristida divaricata
Aristida divaricata là một loài thực vật có hoa trong họ Hòa thảo. Loài này được Humb. & Bonpl. ex Willd. mô tả khoa học đầu tiên năm 1809.